# Vattnäs
Vattnäs è un'area urbana della Svezia situata nel comune di Mora, contea di Dalarna.
La popolazione rilevata nel censimento 2010 era di 294 abitanti .